# Estratonicea
Estratonicea (en llatí Stratonicea o Stratoniceia, en grec antic Στρατονίκεια o Στρατονίκη) era una de les principals ciutats de Cària al sud-oest de Milasa i al sud del riu Màrsies. La va fundar Antíoc I Soter (possiblement al lloc de l'antiga Idrias) i li va donar el nom de la seva dona Estratonice, que abans havia estat la dona del seu pare Seleuc I Nicàtor, segons diu Estrabó. Els reis posteriors van embellir molt la ciutat amb esplèndids edificis. Cap a l'any 193 aC la ciutat va ser cedida a Rodes, diu Titus Livi.
Mitridates VI Eupator va viure un temps retirat a aquesta ciutat i allí es va casar amb la filla d'un dels seus principals ciutadans, segons explica Apià. Un temps després el general Labiè, al servei de Pàrtia, la va assetjar, i Estratonice va oferir una forta resistència. August i el senat romà van agrair l'esperit combatiu de la ciutat, segons Tàcit.
Es diu que l'emperador Hadrià va posar la ciutat sota la seva expressa protecció i la va rebatejar Adrianòpolis, explica Esteve de Bizanci però aquest nom no es va imposar. Plini el Vell l'esmenta com a ciutat lliure. Prop de la ciutat hi havia el temple de Zeus Crisaureos, on les ciutats confederades de Cària feien les seves reunions. Estratonice formava part de la confederació perquè tot i que era una ciutat grega i no cària, dins el seu territori hi havia algunes petites ciutats de població cària.
A la ciutat hi va néixer Mènip, de malnom Catochas, un destacat orador.
És la moderna Eskihisar, una vila del districte de Yatağan a la Província de Muğla (Turquia). Queden algunes restes de l'antiga ciutat, marbres, fragments, columnes, un teatre i prosceni, arcs, peus d'estàtues, i restes de les muralles.